# Флегій
Фле́гій, Фле́гіас (грец. Phlegyas) — син Ареса, володар племені флегійців (у Беотії). Коли його дочка Короніда народила Асклепія від Аполлона, Флегій підпалив його храм у Дельфах. Розгніваний Аполлон убив Флегія (варіант: його вбив Зевс або самі флегійці). Боги засудили Флегія на вічні муки в Аїді : він сидів біля підніжжя хисткої скелі, яка щохвилини могла на нього впасти.